# Lista över städer i Kansas
Detta är en lista över städer i Kansas. Kansas har 627 kommuner som kallas city, vilka alla finns nedan i alfabetisk ordning. I stället för en indelning i olika kommuntyper som city, town och village, är kommunindelningen i Kansas sådan att 25 kommuner är city av första klassen, 98 av andra klassen och 503 av tredje klassen.

## Alfabetisk ordning

### A
- Abbyville
- Abilene
- Admire
- Agenda
- Agra
- Albert
- Alden
- Alexander
- Allen
- Alma
- Almena
- Altamont
- Alta Vista
- Alton
- Altoona
- Americus
- Andale
- Andover
- Anthony
- Arcadia
- Argonia
- Arkansas City
- Arlington
- Arma
- Ashland
- Assaria
- Atchison
- Athol
- Atlanta
- Attica
- Atwood
- Auburn
- Augusta
- Aurora
- Axtell

### B
- Baldwin City
- Barnard
- Barnes
- Bartlett
- Basehor
- Bassett
- Baxter Springs
- Bazine
- Beattie
- Bel Aire
- Belle Plaine
- Belleville
- Beloit
- Belpre
- Belvue
- Benedict
- Bennington
- Bentley
- Benton
- Bern
- Beverly
- Bird City
- Bison
- Blue Mound
- Blue Rapids
- Bluff City
- Bogue
- Bonner Springs
- Brewster
- Bronson
- Brookville
- Brownell
- Bucklin
- Buffalo
- Buhler
- Bunker Hill
- Burden
- Burdett
- Burlingame
- Burlington
- Burns
- Burr Oak
- Burrton
- Bushong
- Bushton
- Byers

### C
- Caldwell
- Cambridge
- Caney
- Canton
- Carbondale
- Carlton
- Cassoday
- Cawker City
- Cedar
- Cedar Point
- Cedar Vale
- Centralia
- Chanute
- Chapman
- Chase
- Chautauqua
- Cheney
- Cherokee
- Cherryvale
- Chetopa
- Cimarron
- Circleville
- Claflin
- Clay Center
- Clayton
- Clearwater
- Clifton
- Climax
- Clyde
- Coats
- Coffeyville
- Colby
- Coldwater
- Collyer
- Colony
- Columbus
- Colwich
- Concordia
- Conway Springs
- Coolidge
- Copeland
- Corning
- Cottonwood Falls
- Council Grove
- Courtland
- Coyville
- Cuba
- Cullison
- Culver
- Cunningham

### D
- Damar
- Danville
- Dearing
- Deerfield
- Delia
- Delphos
- Denison
- Denton
- Derby
- De Soto
- Dexter
- Dighton
- Dodge City
- Dorrance
- Douglass
- Downs
- Dresden
- Dunlap
- Durham
- Dwight

### E
- Earlton
- Eastborough
- Easton
- Edgerton
- Edmond
- Edna
- Edwardsville
- Effingham
- Elbing
- El Dorado
- Elgin
- Elk City
- Elk Falls
- Elkhart
- Ellinwood
- Ellis
- Ellsworth
- Elmdale
- Elsmore
- Elwood
- Emmett
- Emporia
- Englewood
- Ensign
- Enterprise
- Erie
- Esbon
- Eskridge
- Eudora
- Eureka
- Everest

### F
- Fairview
- Fairway
- Fall River
- Florence
- Fontana
- Ford
- Formoso
- Fort Scott
- Fowler
- Frankfort
- Frederick
- Fredonia
- Freeport
- Frontenac
- Fulton

### G
- Galatia
- Galena
- Galesburg
- Galva
- Garden City
- Garden Plain
- Gardner
- Garfield
- Garnett
- Gas
- Gaylord
- Gem
- Geneseo
- Geuda Springs
- Girard
- Glade
- Glasco
- Glen Elder
- Goddard
- Goessel
- Goff
- Goodland
- Gorham
- Gove City
- Grainfield
- Grandview Plaza
- Great Bend
- Greeley
- Green
- Greenleaf
- Greensburg
- Grenola
- Gridley
- Grinnell
- Gypsum

### H
- Haddam
- Halstead
- Hamilton
- Hamlin
- Hanover
- Hanston
- Hardtner
- Harper
- Hartford
- Harveyville
- Havana
- Haven
- Havensville
- Haviland
- Hays
- Haysville
- Hazelton
- Hepler
- Herington
- Herndon
- Hesston
- Hiawatha
- Highland
- Hill City
- Hillsboro
- Hoisington
- Holcomb
- Hollenberg
- Holton
- Holyrood
- Hope
- Horace
- Horton
- Howard
- Hoxie
- Hoyt
- Hudson
- Hugoton
- Humboldt
- Hunnewell
- Hunter
- Huron
- Hutchinson

### I
- Independence
- Ingalls
- Inman
- Iola
- Isabel
- Iuka

### J
- Jamestown
- Jennings
- Jetmore
- Jewell
- Johnson City
- Junction City

### K
- Kanopolis
- Kanorado
- Kansas City
- Kechi
- Kensington
- Kill Creek
- Kincaid
- Kingman
- Kinsley
- Kiowa
- Kirwin
- Kismet

### L
- Labette
- La Crosse
- La Cygne
- La Harpe
- Lake Quivira
- Lakin
- Lancaster
- Lane
- Langdon
- Lansing
- Larned
- Latham
- Latimer
- Lawrence
- Leavenworth
- Leawood
- Lebanon
- Lebo
- Lecompton
- Lehigh
- Lenexa
- Lenora
- Leon
- Leona
- Leonardville
- Leoti
- LeRoy
- Lewis
- Liberal
- Liberty
- Liebenthal
- Lincoln Center
- Lincolnville
- Lindsborg
- Linn
- Linn Valley
- Linwood
- Little River
- Logan
- Lone Elm
- Longford
- Long Island
- Longton
- Lorraine
- Lost Springs
- Louisburg
- Louisville
- Lucas
- Luray
- Lyndon
- Lyons

### M
- McCracken
- McCune
- McDonald
- McFarland
- Macksville
- McLouth
- McPherson
- Madison
- Mahaska
- Maize
- Manchester
- Manhattan
- Mankato
- Manter
- Maple Hill
- Mapleton
- Marion
- Marquette
- Marysville
- Matfield Green
- Mayetta
- Mayfield
- Meade
- Medicine Lodge
- Melvern
- Menlo
- Meriden
- Merriam
- Milan
- Mildred
- Milford
- Miltonvale
- Minneapolis
- Minneola
- Mission
- Mission Hills
- Mission Woods
- Moline
- Montezuma
- Moran
- Morganville
- Morland
- Morrill
- Morrowville
- Moscow
- Mound City
- Moundridge
- Mound Valley
- Mount Hope
- Mulberry
- Mullinville
- Mulvane
- Munden
- Muscotah

### N
- Narka
- Nashville
- Natoma
- Neodesha
- Neosho Falls
- Neosho Rapids
- Ness City
- Netawaka
- New Albany
- New Cambria
- New Strawn
- Newton
- Nickerson
- Niotaze
- Norcatur
- North Newton
- Norton
- Nortonville
- Norwich

### O
- Oak Hill
- Oakley
- Oberlin
- Offerle
- Ogden
- Oketo
- Olathe
- Olivet
- Olmitz
- Olpe
- Olsburg
- Onaga
- Oneida
- Osage City
- Osawatomie
- Osborne
- Oskaloosa
- Oswego
- Otis
- Ottawa
- Overbrook
- Overland Park
- Oxford
- Ozawkie

### P
- Palco
- Palmer
- Paola
- Paradise
- Park
- Park City
- Parker
- Parkerfield
- Parkerville
- Parsons
- Partridge
- Pawnee Rock
- Paxico
- Peabody
- Penalosa
- Perry
- Peru
- Phillipsburg
- Pittsburg
- Plains
- Plainville
- Pleasanton
- Plevna
- Pomona
- Portis
- Potwin
- Powhattan
- Prairie View
- Prairie Village
- Pratt
- Prescott
- Preston
- Pretty Prairie
- Princeton
- Protection

### Q
- Quenemo
- Quinter

### R
- Radium
- Ramona
- Randall
- Randolph
- Ransom
- Rantoul
- Raymond
- Reading
- Redfield
- Republic
- Reserve
- Rexford
- Richfield
- Richmond
- Riley
- Robinson
- Roeland Park
- Rolla
- Rose Hill
- Roseland
- Rossville
- Rozel
- Rush Center
- Russell
- Russell Springs

### S
- Sabetha
- St. Francis
- St. George
- St. John
- St. Marys
- St. Paul
- Salina
- Satanta
- Savonburg
- Sawyer
- Scammon
- Scandia
- Schoenchen
- Scott City
- Scottsville
- Scranton
- Sedan
- Sedgwick
- Selden
- Seneca
- Severance
- Severy
- Seward
- Sharon
- Sharon Springs
- Shawnee
- Silver Lake
- Simpson
- Smith Center
- Smolan
- Soldier
- Solomon
- South Haven
- South Hutchinson
- Spearville
- Speed
- Spivey
- Spring Hill
- Stafford
- Stark
- Sterling
- Stockton
- Strong City
- Sublette
- Summerfield
- Sun City
- Susank
- Sylvan Grove
- Sylvia
- Syracuse

### T
- Tampa
- Tescott
- Thayer
- Timken
- Tipton
- Tonganoxie
- Topeka
- Toronto
- Towanda
- Tribune
- Troy
- Turon
- Tyro

### U
- Udall
- Ulysses
- Uniontown
- Utica

### V
- Valley Center
- Valley Falls
- Vermillion
- Victoria
- Vining
- Viola
- Virgil

### W
- WaKeeney
- Wakefield
- Waldo
- Waldron
- Wallace
- Walnut
- Walton
- Wamego
- Washington
- Waterville
- Wathena
- Waverly
- Webber
- Weir
- Wellington
- Wellsville
- West Mineral
- Westmoreland
- Westphalia
- Westwood
- Westwood Hills
- Wetmore
- Wheaton
- White City
- White Cloud
- Whitewater
- Whiting
- Wichita
- Willard
- Williamsburg
- Willis
- Willowbrook
- Wilmore
- Wilsey
- Wilson
- Winchester
- Windom
- Winfield
- Winona
- Woodbine
- Woodston

### Y
- Yates Center

### Z
- Zenda
- Zurich

### Mer information
- Kansas Department of Transportation: KDOT Mileage Chart, avstånd mellan städer
- Kansas Community Networks: Historical Directory of Kansas Towns, index över städer i Kansas

### Foton och andra bilder
- Kansas Department of Transportation: KDOT City Maps, stadskartor